# Elder Torres
Élder Eduardo Torres Guatemala (sinh ngày 14 tháng 4 năm 1995) là một cầu thủ bóng đá người Honduras hiện tại thi đấu cho Real Monarchs ở United Soccer League theo dạng cho mượn từ Vida.

## Sự nghiệp
Torres khởi đầu sự nghiệp cùng với đội bóng đội bóng Honduras Vida, và sau đó ra đi theo dạng cho mượn đến đội bóng United Soccer League Real Monarchs SLC vào ngày 8 tháng 2 năm 2016.